# Tokimeki Memorial Only Love
Tokimeki Memorial Only Love (ときめきメモリアル Only Love Tokimeki Memoriaru Only Love?) es una serie japonesa de anime producida por Konami Digital Entertainment Co., Ltd., basada en la popular serie de videojuegos de simulación de citas Tokimeki Memorial, específicamente en Tokimeki Memorial Online. Se estrenó en Japón el 3 de octubre de 2006 en TV Tokyo, finalizando el 27 de marzo de 2007 tras 25 episodios. La serie se publicó en DVD incluyendo un episodio adicional (que tiene lugar entre los episodios 17 y 18) y un episodio especial recopilatorio para un total de 27 episodios.

## Argumento
Cuando Aoba Riku un estudiante de segundo año ingresa a la preparatoria Tsumugino tenía la esperanza de que su vida cambiara para bien tras años de ser transferido de escuela a escuela.... pero nunca imaginó convertirse un auténtico imán para los problemas. Un día, al verse involucrado en un molesto incidente con sus nuevos compañeros, Riku es perseguido por los pasillos hasta que, en el momento oportuno, es rescatado por Sayuri Amamiya, la chica modelo de la escuela; así, lo que a simple vista parecería un encuentro ideal, no fue sino el inicio de los verdaderos problemas para Riku, cuya rutina ahora girará en torno no solo a la fría Sayuri, sino también de la muy alegre Tsukasa Kasuga y la soñadora Mina Yayoi.

## Personajes principales
- Riku Aoba: El personaje principal de la historia. Un chico común y corriente que solo quería pasar su vida escolar de una buena y tranquila manera, pero gracias al presidente del consejo estudiantil y las heroínas de la historia esto no podrá ser posible.

- Tsukasa Kasuga: La primera heroína de la historia que le declara sus sentimientos a Aoba, creía que se enamoraría del hombre con el que tendría un encuentro romántico y casual. Es bastante hiperactiva y alegre, pero se deprime bastante por su relación con Aoba.

- Amamiya Sayuri: La chica modelo del colegio al cual concurre Aoba y los demás, saca las mejores notas y es excepcional en todo lo que hace. Hay muchas leyendas que cuentan cosas sobre ella, aunque varias de ellas parecen exageraciones. Luego de un accidente en un ensayo en una obra de teatro con Aoba esta comienza a dudar sobre lo que siente por él.

- Yayoi Mina: Una kouhai que está enamorada de Aoba y que es miembro del club de natación. Es bastante tímida y poco sociable, pero tiene a varios chicos que esta enamorados de ella. Es bastante buena nadando aunque su tiempo estuve desmejorando durante unos momentos, pero gracias a Aoba esto puede ser resuelto.

## Personajes secundarios
- Kayama Yuusuke: Amigo de Aoba, Iita y Doujima, usa lentes y es un otaku que no oculta sus pecaminosos y pervertidos deseos por ver chicas en su plena "juventud". Está muy celoso de Aoba por su relación con varias de las chicas más populares de la escuela.

- Suzuki Itta: Amigo de Aoba, Yuusuke y Doujima, los demás suelen llamarle "Icchi" de forma cariñosa. Siempre esa al lado de Yuusuke y es su cómplice espiando a las chicas, aunque es el más calmado del dúo. Suele meterse en líos por seguir a Yuusuke.

- Doujima Kyouhei: Uno de los rebeldes de la clase y la escuela. Tiene barba y usa aros y demás accesorios. Al principio parece un total antisocial y malvado. Pero con el tiempo demuestra ser bastante bueno con los demás, se hace especialmente amigo de Aoba, Iccha y Yuusuke (de este más que de los otros por sus gustos en común con las chicas), especialmente enamorado de Amamiya, juro protegerla siempre, tiene una rivalidad (aunque es más miedo) con Hiyoko.

- Hiyoko: Un pollito parlanchín que ayuda a Aoba en varios momentos de la serie luego de que este le diera de comer pan al principio de la serie y lo alimenta más seguido. Tiene una constante costumbre de golpear seriamente a Doujima y ganarle.

- Kōya Inukai: Otro rebelde del curso y la escuela de Aoba. Suele meterse en peleas y queda como un delincuente frente a los demás, aunque esto no le importa en lo más mínimo. Lo que nadie sabe es que siempre se mete en líos por defender a otras personas y/o animales. Ayuda en los momentos que alguien menos lo espera.

- Sakurai Haru: Presidente del consejo estudiantil al cual le gusta mucho jugarle bromas como "desafíos" del consejo a Aoba. No se sabe mucho sobre el, solo que es muy energético y bastante irresponsable pese a ser el presidente del consejo estudiantil.

- Shiina Ayame: Amiga de Tsukasa, miembro del club de voleibol, va a la misma clase que Aoba, es bastante buena dando consejos y ayudando a Tsukasa.

- Fujikawa Yuuka: Amiga de Sayuri, tiene el cabello corto y de color marrón el cual ata con unos cientos de cintas blancas a un costado, asiste a la misma clase que Aoba.

- Shinjo Sakura: Amiga de Sayuri, tiene el cabello largo y marrón atado con un moño amarillo sobre la cabeza, no se sabe mucho más sobre ella.

- Utsumi Koayu: Capitana del club de Natación, miembro de los cuatro grandes deportistas. Ganó varios premios en natación. Aunque parece madura, es bastante tímida y vergonzosa.

- Kamino Ryoouiki: Capitán del club de atletismo, miembro de los cuatro grandes deportistas. Es muy seguro de su belleza y sus destrezas como corredor.

- Ishiuchi Ichiro: Capital del club de béisbol, miembro de los cuatro grandes deportistas, muy orgulloso de ser miembro del equipo de béisbol y es bastante riguroso con los demás miembros.

- Ootama Hiromi : Capitana del club de voleibol, miembro de los cuatro grandes deportistas, es la más normal de los cuatro deportistas, es comprensiva pero también es apegada a las reglas y sabe cuando hacerlas cumplir, trata de que su equipo este siempre en perfecta condición.

- Aikawa Momo-Chan: Kouhai y admiradora de Inukai, tiene el cabello corto y de color rosado, es muy tímida y linda, pertenece al club de bellas artes.